# Кубанская советская республика
Куба́нская сове́тская респу́блика — государственное образование периода распада Российской империи и Гражданской войны в России, советская республика в составе РСФСР, существовавшая в границах бывшей Кубанской области в период с 13 апреля по 30 мая 1918 года. Столица — Екатеринодар. Образованная в условиях начинающейся Гражданской войны и иностранной военной интервенции, Кубанская советская республика, просуществовав около полутора месяцев, объединилась с Черноморской советской республикой, войдя в состав Кубано-Черноморской советской республики, просуществовавшей столь же недолго (чуть более месяца).
Предшественником Кубанской советской республики была Кубанская народная республика, провозглашённая Кубанской краевой радой, которая взяла на себя власть на территории Кубанской области после свержения Временного правительства в результате вооружённого восстания в Петрограде.
Установлению советской власти на Кубани способствовали победа Советов в соседней Черноморской губернии и революционные настроения в воинских частях, в том числе казачьих, возвращавшихся с фронтов Первой мировой войны. Попытки Кубанской рады сформировать собственные вооружённые силы не увенчались особым успехом, но смогли задержать установление советской власти в Екатеринодаре до середины марта 1918 года.
Провозглашение Кубанской советской республики в составе РСФСР на II Съезде Советов Кубанской области (апрель 1918 года), произошедшее после окончательного перехода территории области под контроль революционных сил, во главе с коалицией большевиков и левых эсеров, состоялось, однако, уже на фоне разгорающейся гражданской войны. Сформированная на Дону Добровольческая армия в ходе Первого Кубанского («Ледяного») похода пыталась свергнуть советскую власть на Кубани, но потерпела поражение при штурме Екатеринодара и была вынуждена отойти.
Период временной стабилизации положения Кубанской советской республики в апреле-мае 1918 года характеризовался усилиями советского правительства по проведению социалистических преобразований (национализация и пр.), улучшению экономической ситуации в регионе, а также строительством вооружённых сил (будущей Красной армии Северного Кавказа). Внутриполитическая ситуация в республике, тем не менее, оставалась сложной и имела тенденцию к ухудшению, что было связано как с конфликтом в руководстве, так и с ростом недовольства среди местного казачества, обусловленным перегибами при решении земельного вопроса, что вылилось в антисоветские восстания.
Тенденция к объединению Кубани и Черноморья, проявившаяся в период борьбы за установление власти Советов в регионе и в последующие месяцы, нашла своё логическое завершение в конце мая 1918 года. К этому времени военно-стратегическое положение Кубанской и Черноморской советских республик серьёзно ухудшилось в связи с угрозой со стороны Добровольческой армии и антисоветских движений, а также в связи с германской интервенцией в Крыму, на Дону и в Закавказье, проводившейся в нарушение условий Брестского мира. 30 мая Кубанская советская республика прекратила своё существование и вместе с Черноморской республикой вошла в состав объединённой Кубано-Черноморской республики.

## Установление советской власти на Кубани

### Обстановка накануне революции и в первые месяцы после Октября

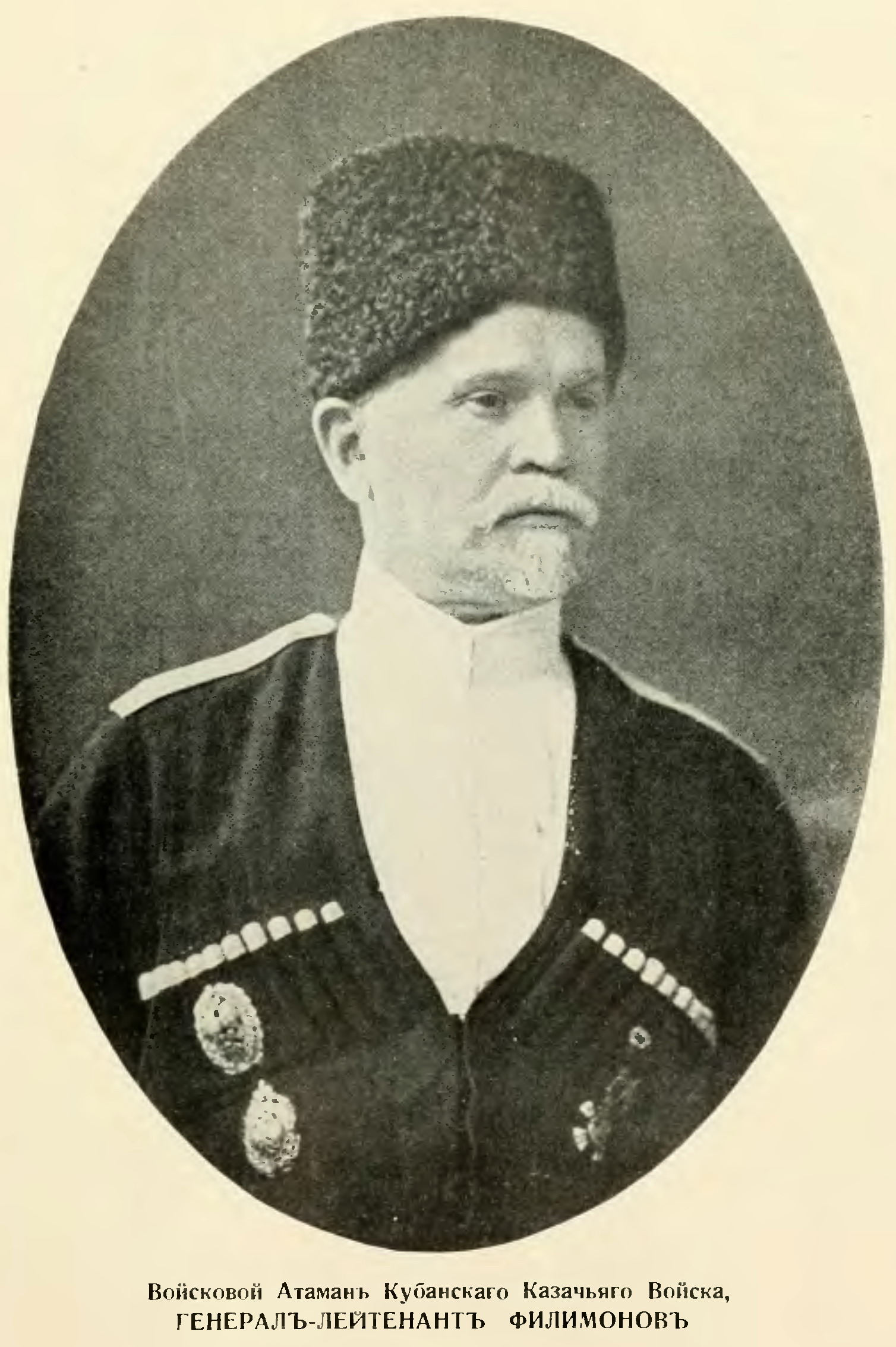
Атаман А. П. Филимонов

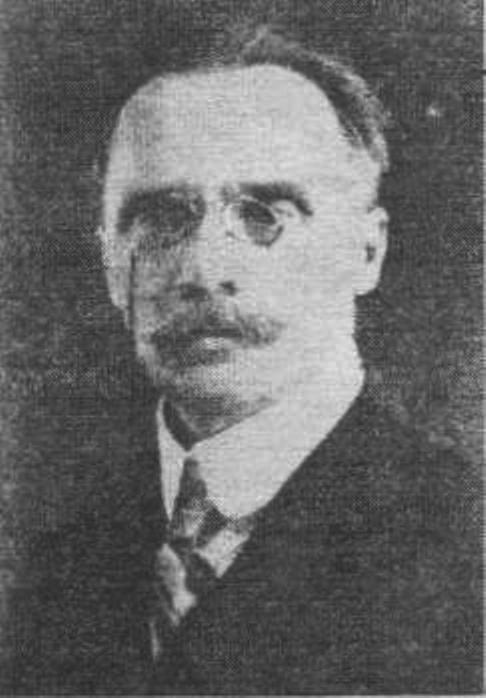
Л. Л. Быч

Получив сообщение о победе большевиков в результате вооружённого восстания в Петрограде, атаман Кубанского казачьего войска А. П. Филимонов (избран 12 (25) октября 1917 года) и Временное Кубанское войсковое правительство объявили, что берут на себя всю полноту власти на территории Кубанской области.
Временное Кубанское войсковое правительство было создано в апреле 1917 года из членов Временного Кубанского областного исполнительного комитета (структура, подконтрольная Временному правительству) и членов Кубанской войсковой рады (общественная организация, выросшая из съезда уполномоченных представителей населённых пунктов Кубанской области, прошедшего в апреле). С начала июня в области начался процесс ликвидации возникших после Февральской революции местных Советов и гражданских комитетов, на местах было восстановлено атаманское управление и власть старшин. После июльского кризиса областной исполком под давлением казачества был упразднён, Временное Кубанское войсковое правительство перешло под контроль казачьих представителей, был ликвидирован областной Совет.
II Съезд Кубанской войсковой рады, проходивший 24 сентября (7 октября) — 12 (25) октября, образовал из своего состава Законодательную раду и принял «Временные основные положения о высших органах власти в Кубанском крае» (6 (19) или 7 (20) октября), дававшие привилегии казачьему и остальному коренному населению (горцам и коренным крестьянам) и дискриминировавшие рабочих и иногородних. Таким образом, к началу Октябрьской революции активной частью казачества на Кубани был взят курс на формирование сословной казачьей республики.
26 октября (8 ноября) на территории области было объявлено военное положение, запрещено проведение митингов и собраний. В Екатеринодаре по распоряжению войскового правительства были заняты почта и телеграф, проводились аресты советских активистов. Екатеринодарский городской совет, который не был распущен летом, объявил о взятии власти в свои руки. К этому моменту руководящего влияния в нём добились большевики (в рамках так называемого процесса «большевизации Советов», проходившего по всей стране). Организованный 2 (15) ноября исполкомом совета митинг был разогнан. В тот же день большевики в области перешли на нелегальное положение, 5 (18) ноября был создан подпольный ревком для подготовки вооружённых отрядов Красной гвардии.
С 1 (14) по 11 (24) ноября в Екатеринодаре проходила I сессия Кубанской законодательной рады, созданной месяцем ранее. В условиях смены власти в Петрограде Рада сформировала вместо прежнего войскового правительства (само название которого предполагало сословный характер власти) Кубанское краевое правительство (претендовавшее на представление интересов всего населения края), которое возглавил Л. Л. Быч. 1 (14) ноября открылся и I Областной съезд иногородних. Представителями большевиков была предложена резолюция о признании Советского правительства и отмене военного положения, однако большинство съезда, симпатизировавшее эсерам и меньшевикам, отклонило её.

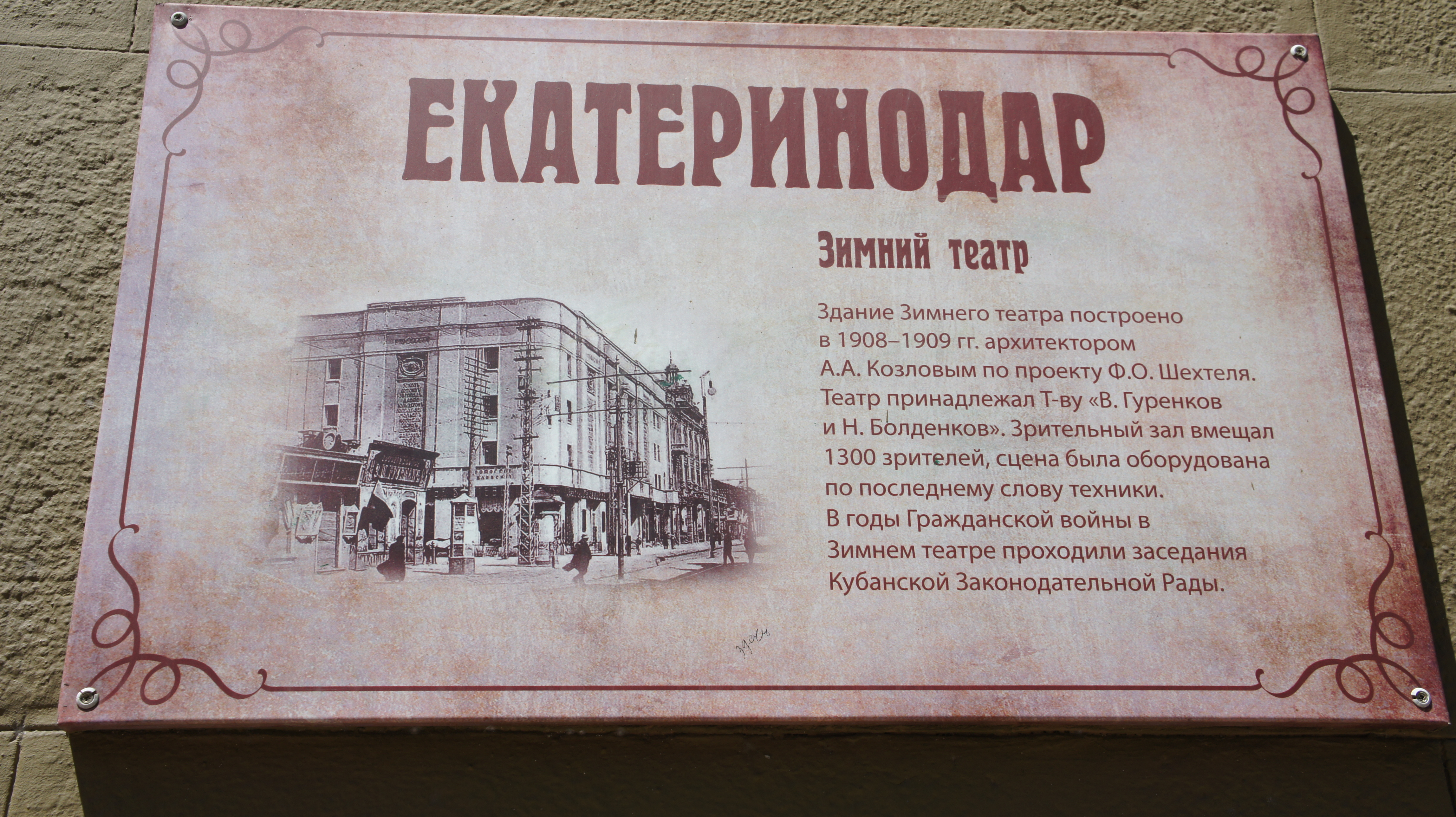
Зимний театр в Екатеринодаре, где заседала Законодательная рада (доска на здании Краснодарской филармонии)

12 (25) декабря открылся II Съезд иногородних, и руководство Законодательной рады предложило организовать его работу совместно с заседаниями Рады (которые начались 9 (22) декабря) — с целью привлечь иногороднее население на свою сторону и укрепить социальную базу местной власти перед лицом большевизации страны. В результате, однако, произошёл раскол среди массы иногороднего крестьянства, и в Екатеринодаре одновременно прошли два съезда — II Областной съезд казаков, иногородних и горцев в Зимнем театре, прошедший под контролем Законодательной рады, и II Кубанский областной съезд иногородних в кинотеатре («электробиографе») «Мон Плезир», объединивший менее зажиточную часть иногородних с беднейшим казачеством. По итогам первого съезда был избран новый состав Законодательной рады, в который вошли 45 казаков, 45 иногородних и 8 горцев, утверждён новый состав краевого правительства (5 министерских портфелей получили иногородние — 4 эсера и меньшевик), были расширены избирательные права иногородних. Второй съезд 14 (27) декабря потребовал передачи всей власти в руки Советов и признания Совета народных комиссаров, объявил о непризнании решений Рады и краевого правительства, избрал Совет народных депутатов области во главе с большевиком И. И. Янковским, а также постановил передать все казённые, церковные и частновладельческие земли трудящимся, оставив трудовым крестьянам и казакам их паевые наделы.
28 января (10 февраля) 1918 года первая сессия обновлённого состава Законодательной рады под председательством Н. С. Рябовола провозгласила создание в границах Кубанской области Кубанской народной республики, входящей в состав России на федеративных началах. 16 февраля (1 марта) была провозглашена самостоятельная Кубанская народная республика.

### Установление советской власти

Черноморская губерния

Двумя основными источниками революционных настроений, способствовавшими, в конечном итоге, установлению советской власти на территории Кубанской области, называют соседнюю Черноморскую губернию, в которой советская власть победила ещё в конце 1917 года, и возвращавшиеся на Кубань с фронтов Первой мировой войны воинские части, в том числе казачьи.
3 (16) ноября 1917 года советская власть была установлена в Туапсе, 18 ноября (1 декабря) — в Новороссийске. С 23 ноября (6 декабря) по 25 ноября (8 декабря) в Новороссийске прошёл съезд Советов рабочих и солдатских депутатов Черноморской губернии, который избрал Центральный исполнительный комитет с преобладанием большевиков.
В декабре на территорию Кубанской области стали возвращаться с фронта казачьи части, при этом краевое правительство возлагало на них надежду как на будущую военную опору своей власти. Однако, согласно утверждениям, встречающимся в кубанской печати того периода, «ни одна воинская часть, вернувшаяся с фронта, не подчинилась войсковому правительству». Более того, глава правительства Л. Л. Быч признавал, что именно эти части внесли большой вклад в последующий процесс большевизации региона. В этих условиях Кубанская законодательная рада начала формирование собственных «войск Кубанского края», впоследствии перешедших под командование штабс-капитана В. Л. Покровского — из офицеров, юнкеров и зажиточного казачества. Для снаряжения этих отрядов была создана база в станице Кореновской.
На Кубань прибыли с фронтов также и другие соединения бывшей Русской императорской армии. В частности, 39-я пехотная дивизия, прибывшая с Кавказского фронта, в конце 1917 года находилась на железнодорожных станциях вдоль линии Армавир—Кавказская—Тихорецкая. Солдаты дивизии заметно симпатизировали большевикам. 2 (15) января 1918 года при их участии в Армавире, первом из городов области, была установлена советская власть. В течение января Советы взяли власть на станции Тихорецкой, в Майкопе, Темрюке, в ряде станиц.
В январе-феврале произошла интеграция революционных структур Кубанской области и Черноморской губернии. 31 января (13 февраля) на расширенном заседании ЦИК, избранного съездом Советов рабочих и солдатских депутатов губернии, было принято решение объединить Черноморский военно-революционный штаб (военный орган советской власти в регионе) и Военно-революционный комитет Кубанской области, созданный в январе для координации усилий по установлению советской власти под председательством Я. В. Полуяна. Новый орган получил название Главный Кубано-Черноморский военно-революционный комитет, его возглавил тот же Я. В. Полуян. В станице Крымской разместился штаб создаваемой под руководством комитета Кубанской Южной революционной армии. Главный Кубано-Черноморский ВРК имел связи с ВРК Кавказской армии, Центрофлотом Черноморского флота и другими революционными организациями.

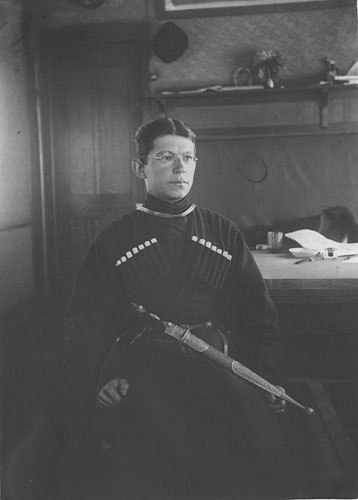
А. И. Автономов

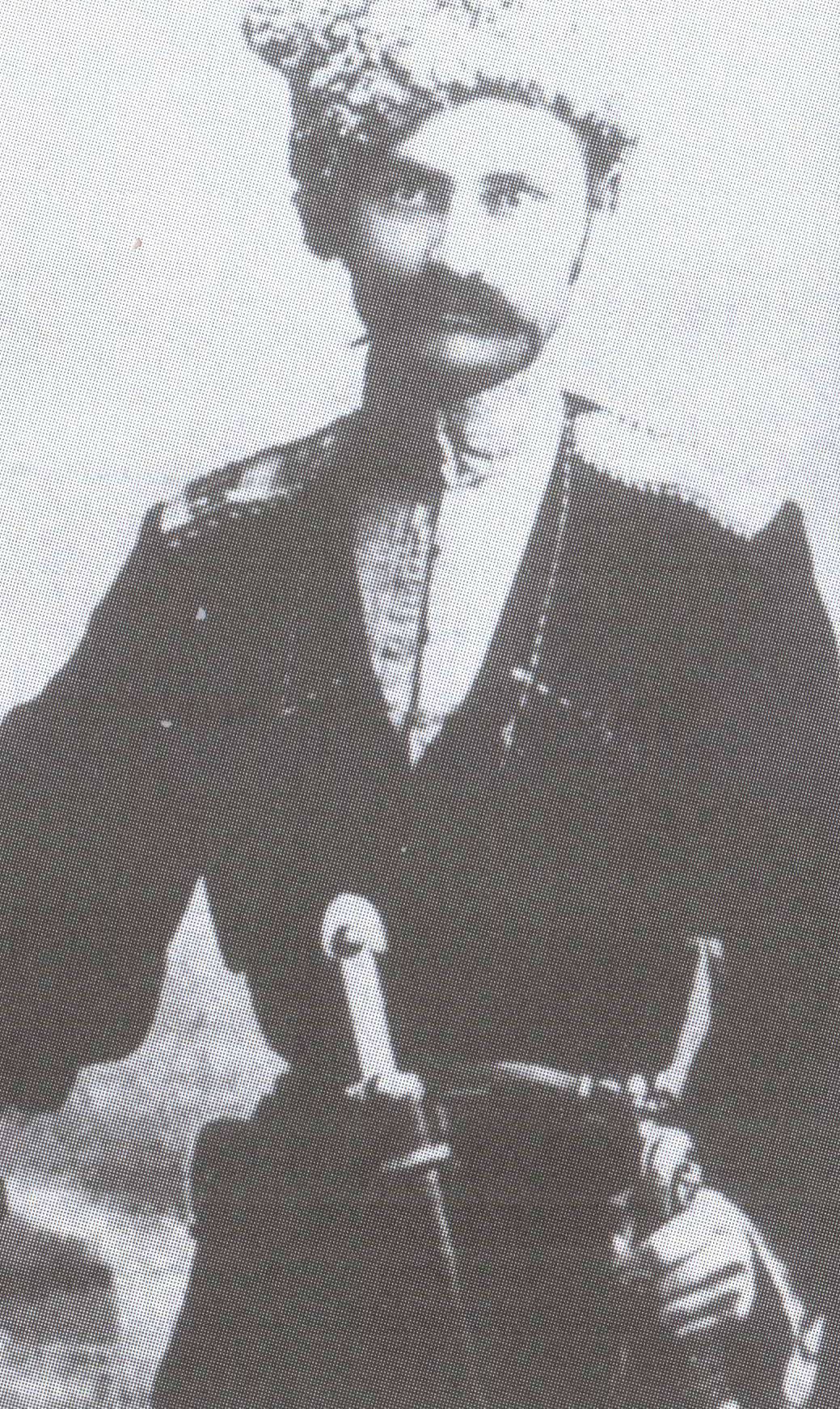
И. Л. Сорокин

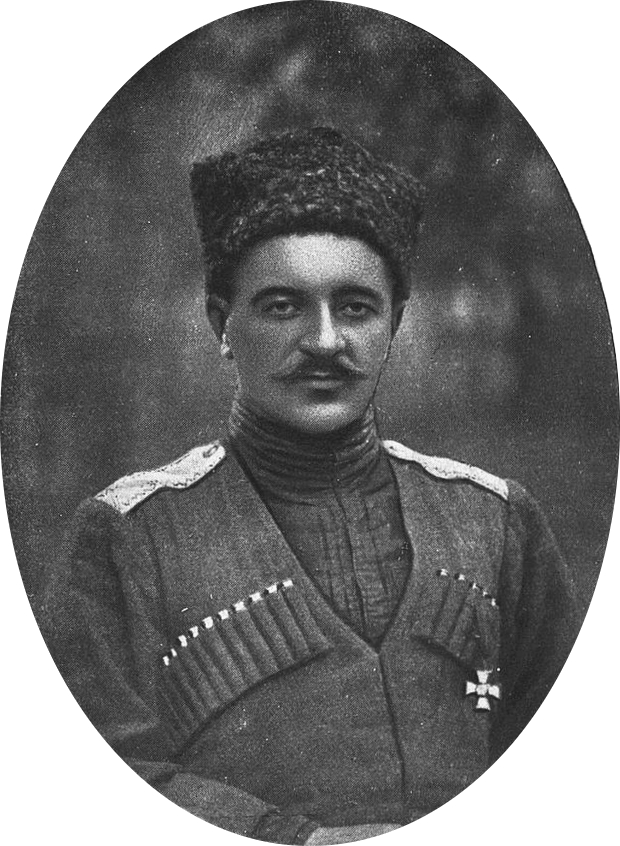
В. Л. Покровский

Одновременно с этим в районе Тихорецкой и севернее, вдоль железной дороги на Ростов, приказом штаба обороны города Царицына от 25 января (7 февраля), который был утверждён приказом главнокомандующего войсками Южного революционного фронта по борьбе с контрреволюцией В. А. Антонова-Овсеенко от 17 февраля, из частей 39-й пехотной дивизии, способствовавшей установлению советской власти в этом районе (например, в составе советских войск сохранил своё наименование входивший в дивизию 154-й Дербентский полк), красногвардейских отрядов, отдельных революционных отрядов формировалась Юго-Восточная революционная армия. Она была развёрнута преимущественно для борьбы с Добровольческой армией и силами атамана А. М. Каледина, которые концентрировались в районе Ростова (уже на рубеже января и февраля части Юго-Восточной армии заняли станцию Батайск и село Батайское под Ростовом), однако также сыграла решающую роль и в борьбе с Кубанской радой. Командующим Юго-Восточной армией в январе был избран А. И. Автономов, помощником командующего с февраля стал И. Л. Сорокин.
В феврале в Армавире прошёл I Съезд Советов Кубанской области во главе с Я. В. Полуяном. Избранный на нём областной Совет объявил 22 февраля о переходе власти в руки Советов на всей территории Кубани и провозгласил Кубанскую раду вне закона. Чуть ранее, 15-17 февраля, в станице Брюховецкой проходили заседания так называемой Черноморской рады, в которых участвовали члены Кубанской рады, представлявшие 62 станицы бывшего Черноморского казачьего войска (станицы, перешедшие в Кубанское казачье войско из Кавказского линейного казачьего войска, делегатов не прислали). Несмотря на желание противостоять большевизации области, повлиять на ход событий Рада, собравшаяся в Брюховецкой, уже не смогла.
К началу марта в руках Рады и краевого правительства оставался лишь Екатеринодар и его окрестности. Сформированные под властью Кубанской рады так называемые «кубанские добровольческие отряды», пока ещё не имевшие единого командования, после отдельных стычек с большевистскими силами на подступах к городу (первым столкновением стал бой 22 января (4 февраля) у станции Энем к югу от Екатеринодара) лишь прикрывали основные направления на столицу области — со стороны станции Тихорецкой, станции Кавказской и станицы Тимашёвской, имелись отряды и на левом берегу Кубани. Основную угрозу Кубанское краевое правительство видело, по всей вероятности, в тех революционных силах, которые наступали от Тихорецкой. 8 (21) февраля на заседании Совета правительства было принято решение издать в пропагандистских целях воззвание к населению, где сообщалось, что большевиками, идущими от станции Тихорецкой, якобы руководят австрийские и германские офицеры, в связи с чем это направление является фронтом внешней войны.
14 марта силы Юго-Восточной революционной армии совместно с отрядами, наступавшими от Новороссийска, заняли Екатеринодар без боя. Ранее, 7 марта, на совещании у атамана А. П. Филимонова политическим и военным руководством белой Кубани было принято решение об эвакуации. 27 февраля штабс-капитан В. Л. Покровский был произведён в полковники и назначен командующим всеми войсками Кубанской рады (ранее он возглавлял лишь один из добровольческих отрядов, возникших в области). Под его командованием все наличные вооружённые соединения, переправившись вместе с руководством Рады и правительством через Кубань, ушли на юго-восток, в направлении Майкопа. В ауле Шенджий они были реорганизованы в единый так называемый Кубанский отряд.

## Провозглашение советской республики

### Ситуация в области перед II Съездом Советов Кубани
К концу марта почти на всей территории Кубанской области была установлена советская власть. Одновременно велась работа по организации советских вооружённых формирований. Так, в конце марта под руководством Екатеринодарского комитета большевиков в городе были сформированы 1-й Екатеринодарский коммунистический полк (командир М. Н. Демус, полк вошёл в состав Юго-Восточной армии), а затем и 2-й Екатеринодарский полк.
10-13 марта, ещё до взятия Екатеринодара и окончательной победы советской власти в Кубанской области, III Съезд Советов рабочих, солдатских и крестьянских депутатов Черноморской губернии, проходивший в Туапсе, преобразовал губернию в Черноморскую советскую республику. Несмотря на то, что на соседней Кубани создание советской государственности шло медленнее и не было завершено, интеграция структур новой власти Черноморья и Кубанской области, начавшаяся в период борьбы за установление власти Советов, продолжала укрепляться. Уже на туапсинском съезде обсуждался вопрос возможного объединения двух регионов. В марте произошло объединение Кубанской и Черноморской организаций РКП(б), которые совместно насчитывали в тот период 5 тысяч членов.

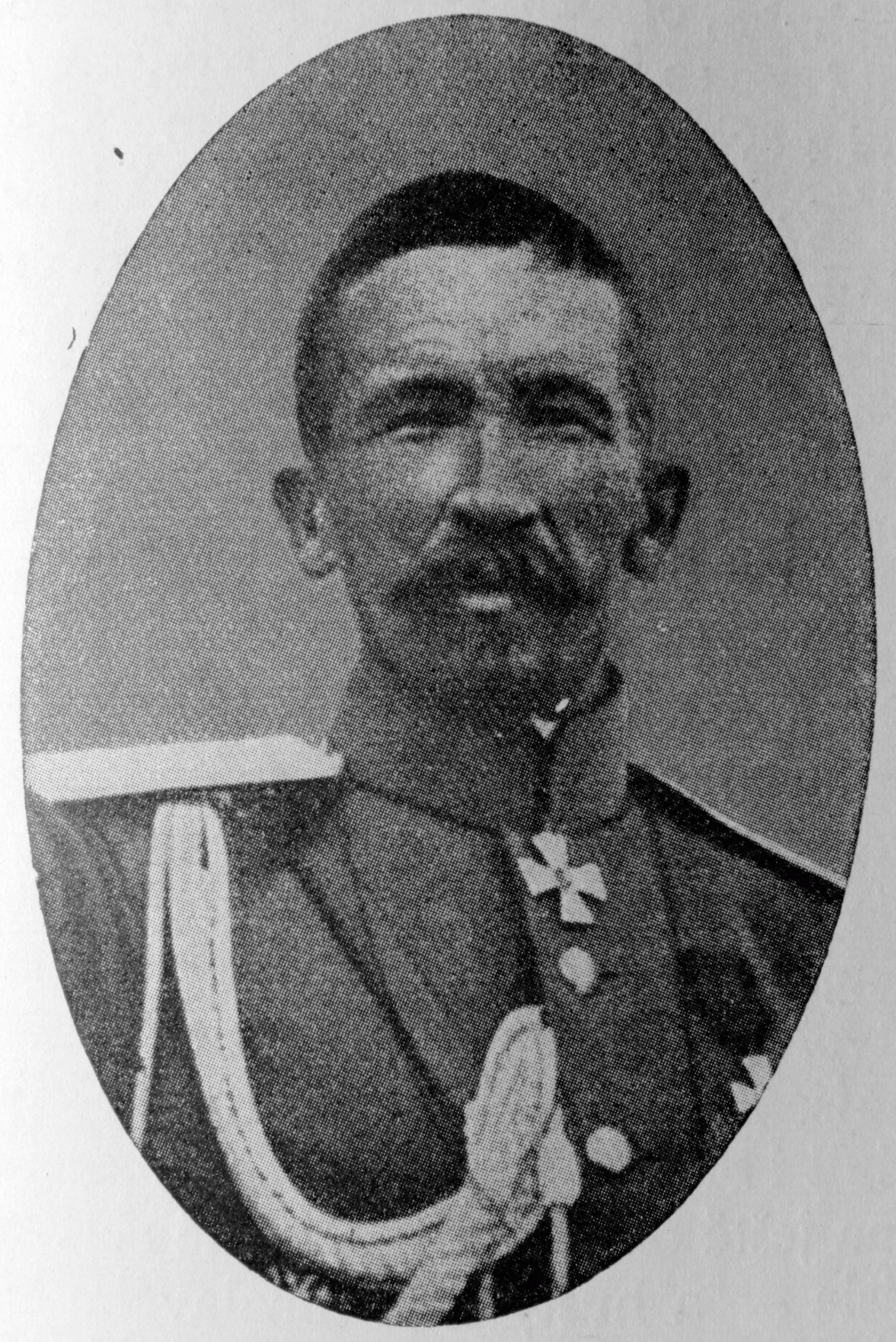
Генерал Л. Г. Корнилов

Военная обстановка на Кубани с конца февраля — начала марта, ввиду уже неминуемого поражения сил Кубанской рады, стала определяться фактором угрозы с севера, исходящей от Добровольческой армии. Армия Л. Г. Корнилова 22 февраля оставила Ростов, на который с севера, запада и юга наступали красные части, переправилась через Дон и кружным путём, через южные станицы Области Войска Донского, 7 марта вошла на территорию Кубанской области, намереваясь соединиться в Екатеринодаре с войсками Рады и использовать для пополнения своих рядов мобилизационный потенциал кубанского казачества (так называемый Первый Кубанский, или «Ледяной», поход). При этом по мере продвижения добровольческие отряды постоянно были вынуждены преодолевать сопротивление частей Юго-Восточной революционной армии (бои под селом Средне-Егорлыкским бывшей Ставропольской губернии, станицей Березанской).
Находясь в районе станиц Выселки и Кореновской и получив известия об уходе войск Рады из Екатеринодара, Л. Г. Корнилов был вынужден изменить маршрут движения: Добровольческая армия резко повернула к реке Кубань, где у станицы Усть-Лабинской, выдержав очередной бой с соединениями Юго-Восточной армии, переправилась через реку в Закубанье. 27 марта у аула Шенджий Добрармия соединилась с Кубанским отрядом. 30 марта у станицы Новодмитриевской кубанские вооружённые формирования официально влились в состав Добровольческой армии.

### II Съезд Советов Кубанской области: образование республики

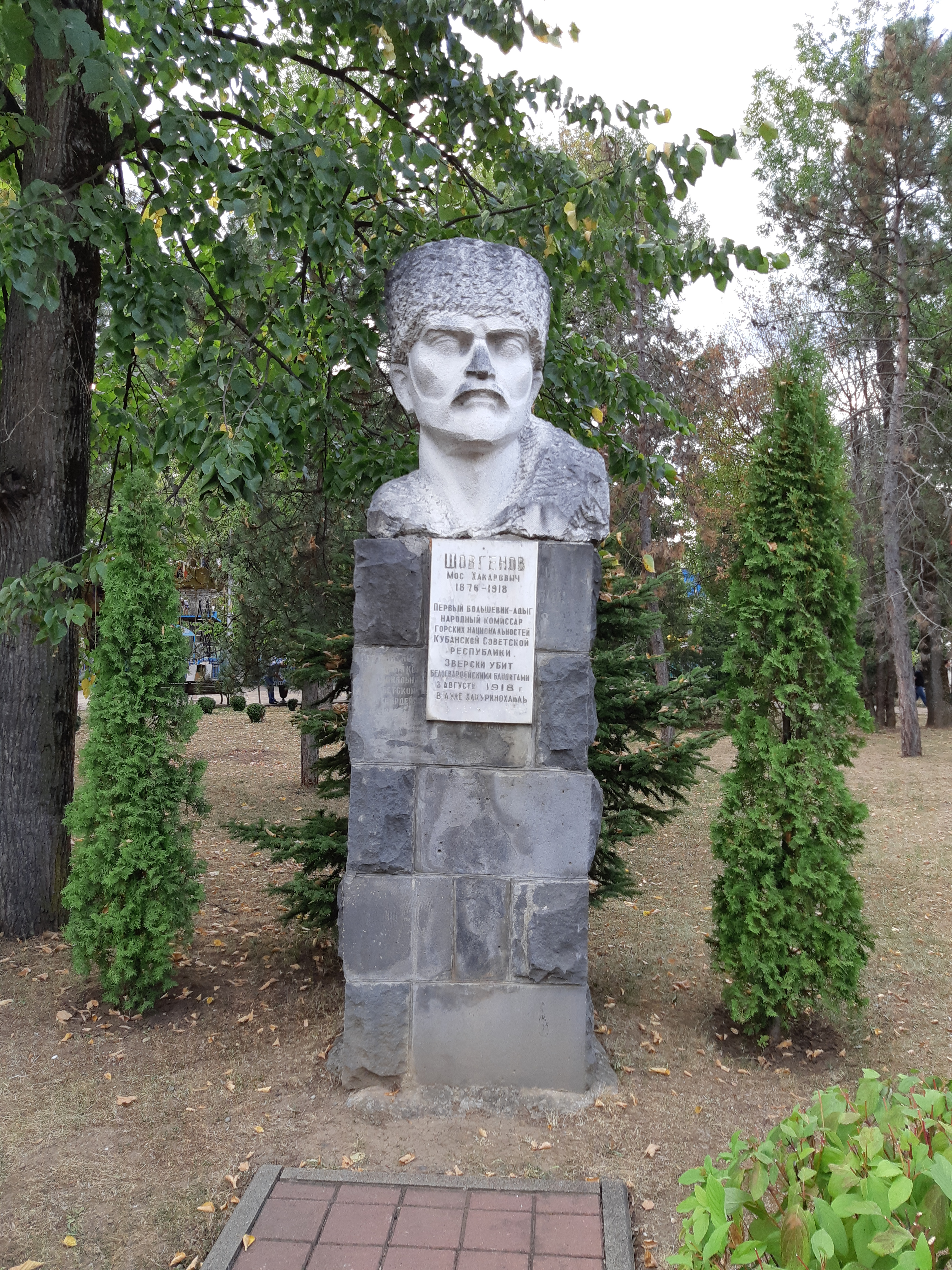
М. Х. Шовгенов (бюст в Майкопе)

С 1 по 16 апреля 1918 года в Екатеринодаре проходил II Съезд Советов Кубанской области, сыгравший ключевую роль в образовании Кубанской советской республики и проведении в жизнь политики советской власти на Кубани. Всего в нём участвовало 832 делегата. По своей партийной принадлежности участники съезда распределялись следующим образом:
- большевики — 639;
- левые эсеры — 130;
- правые эсеры — 5;
- меньшевики — 5;
- анархисты — 26[26].

Съезд принял целый ряд решений, встраивающих Кубань в политическое поле РСФСР и предполагающих проведение социалистических преобразований, восстановление хозяйства, налаживание нормальной жизни населения, выстраивание социальной сферы. Среди решений съезда:
- поддержка деятельности СНК и ВЦИК;
- присоединение к резолюции IV Всероссийского съезда Советов о ратификации Брестского мира;
- декрет по земельному вопросу, по которому земли, леса и воды Кубанской области подлежали национализации;
- постановление об упразднении сословий[30];
- одобрение перечня мероприятий по восстановлению промышленности и транспорта;
- решение о создании районных и местных продовольственных комиссий;
- решения по финансовому вопросу, о пенсиях и пособиях, о народном здравоохранении;
- решения во вопросам создания частей Красной армии на Кубани.

13 апреля съезд провозгласил образование на территории Кубанской области Кубанской советской республики в качестве неотъемлемой части РСФСР, с центром в Екатеринодаре, а также высказался за её объединение с Черноморской советской республикой — в рамках новой Кубано-Черноморской федеративной советской республики. Был избран ЦИК новой советской республики, в котором преобладали большевики, а также сформирован Совет народных комиссаров Кубанской СР из 16 комиссаров (10 из них представляли партию большевиков). В ЦИК республики входили:
- председатель ЦИК — Ян Полуян;
- заместители председателя — Иван Гайченц и Мос Шовгенов;
- секретарь — Владимир Чёрный;
- члены ЦИК — Л. Э. Скворцов, К. Корнилов и другие[26].

### Попытка штурма Екатеринодара Добровольческой армией

Д. П. Жлоба

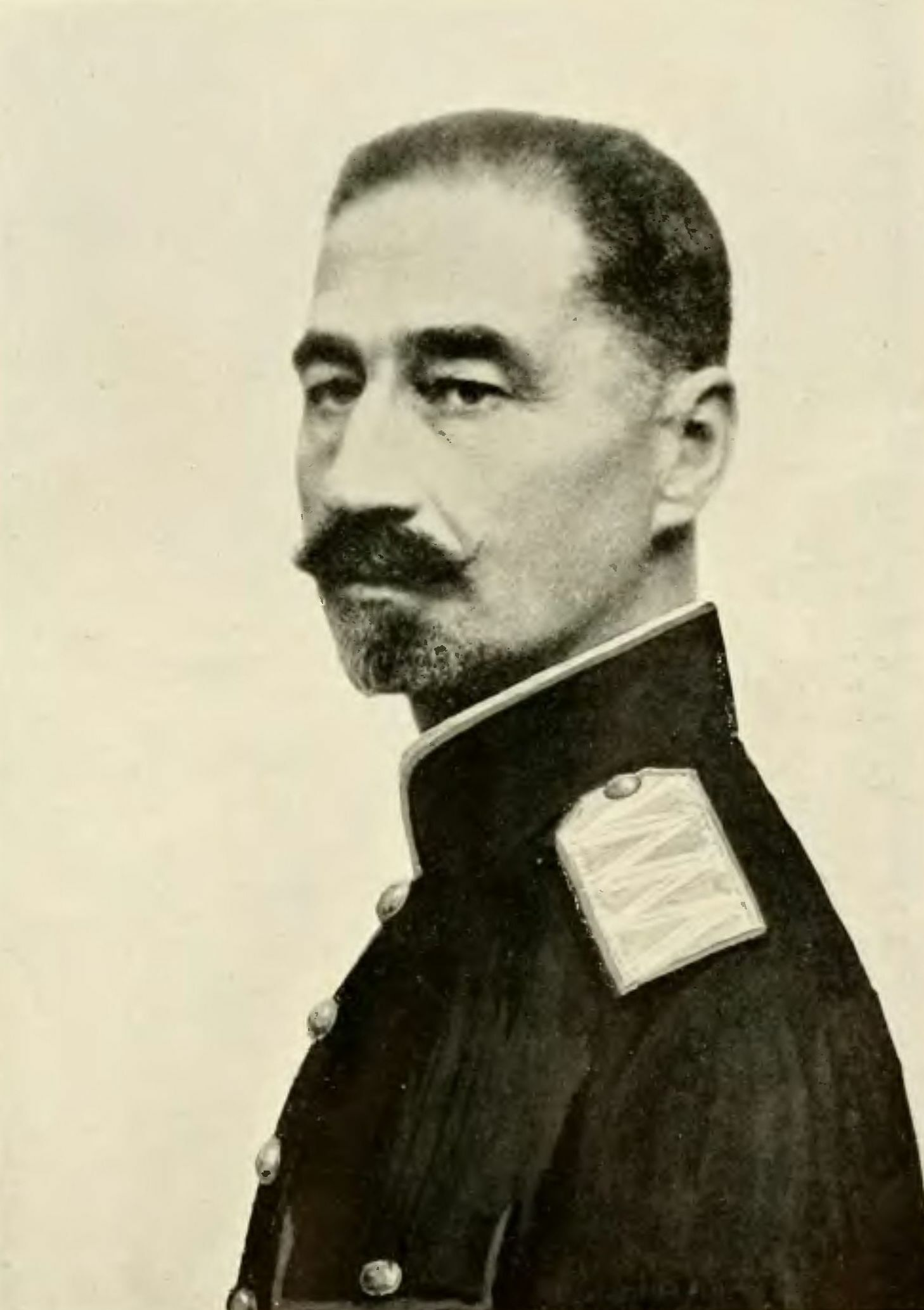
Генерал И. Г. Эрдели

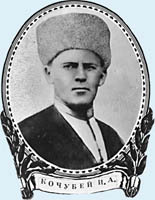
И. А. Кочубей

II Съезд Советов Кубанской области проходил на фоне ожесточённых боёв в окрестностях Екатеринодара и на окраинах самого города между Добровольческой армией и силами Юго-Восточной революционной армии. К моменту провозглашения Кубанской советской республики решающие боевые действия, продемонстрировавшие провал наступления белых войск, уже были завершены.
После объединения добровольцев с Кубанским отрядом часть советских войск отошла к станции Энем, прикрывая Екатеринодар с юга (полк Д. П. Жлобы, перешедший на сторону Советов 491-й пехотный Варнавинский полк, который в феврале прибыл в Новороссийск из Трапезунда, другие отряды). В связи с угрозой наступления сил Л. Г. Корнилова Екатеринодар был объявлен на осадном положении (9 апреля). Руководству Юго-Восточной армии удалось сосредоточить для обороны города до 20 тысяч бойцов. Активную работу по организации обороны проводила городская партийная организация РКП(б) (до 1 тысячи членов в тот период) во главе с П. И. Вишняковой.
Добровольческая армия, увеличив свою численность за счёт вооружённых сил Кубанской рады, в начале апреля развернула наступление на Екатеринодар (в городе к этому моменту уже начал работу II Съезд Советов). 6 апреля отряд советских войск был разбит в бою у станицы Георгие-Афипской. 7 апреля в соответствии с планом штурма, разработанным командованием Добрармии, конница генерала И. Г. Эрдели захватила паромную переправу через Кубань в станице Елизаветинской, к западу от Екатеринодара, 8 апреля — саму станицу на северном берегу реки. Добровольческая армия, таким образом, переправилась на правый берег Кубани, что явилось неожиданностью для советских войск, предполагавших, что после взятия Георгие-Афипской белые продолжат наступление на север, на станцию Энем, где находился основной заслон Юго-Восточной армии.
9 апреля был предпринят первый штурм города добровольцами, совпавший, по некоторым данным, с попыткой наступления красных частей от Екатеринодара на Елизаветинскую. Результатом встречного боя стал отход сил революционной армии к екатеринодарским предместьям. В тот же день II Съезд Советов призвал всё трудовое население Екатеринодара с оружием в руках встать на защиту города. В качестве добровольцев в последующих боях за столицу Кубани приняло участие значительное количество горожан, в частности — жителей рабочих окраин Дубинки и Покровки. В результате, по некоторым сведениям, в числе погибших защитников Екатеринодара за все дни боёв насчитывалось около 300 женщин. В боях принимали участие и делегаты Съезда Советов, в том числе отряд под командованием будущего зампредседателя ЦИК Кубанской советской республики Ивана Гайченца.
К 10 апреля на фронте обороны вокруг города были сосредоточены:
- конная группа в составе отрядов И. А. Кочубея, Г. И. Мироненко, М. Г. Ильина, Е. М. Воронова, Н. Е. Батлука и других — к северо-востоку от центра города;
- Приморско-Ахтарский пехотный полк П. К. Зоненко, отряд черноморских моряков, 2-й Северокавказский полк Д. П. Жлобы и другие соединения — к северу от центра города;
- 154-й Дербентский революционный полк (бывший 154-й Дербентский пехотный полк Русской императорской армии), отряды, сформированные накануне из екатеринодарских рабочих, отряды из станиц Выселки, Петропавловской и других — к северо-западу от центра города;
- 1-й Екатеринодарский полк М. Н. Демуса, 1-й Северокубанский полк, Кавказский отряд и прочие части — к западу от центра города;
- 491-й Варнавинский пехотный полк, бронепоезд «Истребитель № 1» (Черноморского флота) и некоторые другие войска — участок к югу от Екатеринодара, у станции Энем[24][36].

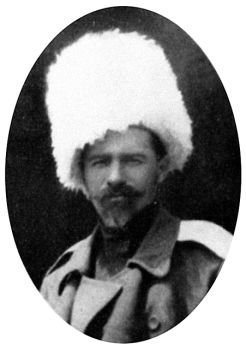
Генерал С. Л. Марков

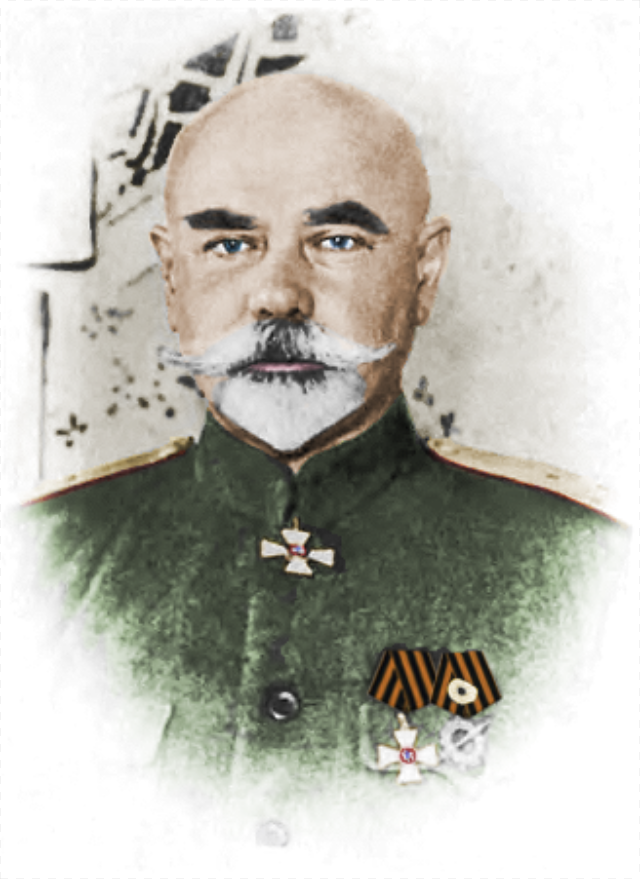
Генерал А. И. Деникин

10 апреля белыми была предпринята атака оборонительных позиций непосредственно на окраинах Екатеринодара. Результатом ожесточённых боёв, не утихавших, по некоторым свидетельствам, и ночью, стало вклинение корниловцев в оборону в западных предместьях города и занятие нескольких важных пунктов (сельскохозяйственной фермы и кожевенных заводов). Правее шли упорные бои в районе Черноморского вокзала. В садах северо-восточнее вокзала конница Эрдели была атакована конной группой красных.
11 апреля наметившийся на левом фланге обороны города успех белогвардейских войск командование Добровольческой армии попыталось развить, наступая от кожевенных заводов дальше на восток, в направлении артиллерийских казарм. 1-й Екатеринодарский коммунистический полк был вынужден отступить вдоль правого берега Кубани; наступление белых здесь было поддержано вновь введёнными в бой относительно свежими силами под командованием генерала С. Л. Маркова. В тот же день начался обстрел красными батареями оставленной накануне сельскохозяйственной фермы, где разместился штаб Л. Г. Корнилова.
Утром 12 апреля, по данным советской стороны, белыми были взяты артиллерийские казармы и атакован Черноморский вокзал. Конница корниловцев сделала попытку перерезать железную дорогу в направлении Тихорецкой и прорваться к станице Пашковской к востоку от города. Однако наступление от казарм и другие атаки уже успеха не имели. На военном совете командования Добровольческой армии, состоявшемся в ночь на 13 апреля, было принято решение, несмотря на потери, продолжать штурм.
Утром 13 апреля при очередном обстреле красными сельскохозяйственной фермы погиб генерал Л. Г. Корнилов, командующий Добровольческой армией. Принявший командование А. И. Деникин ввиду значительного превосходства обороняющихся красных, больших потерь добровольцев и недостатка боеприпасов приказал отступать. В ночь на 14 апреля белые ушли из-под Екатеринодара.
По итогам боёв за город только Екатеринодарская партийная организация РКП(б) потеряла убитыми 250 человек (1/4 часть членов). Добровольческая армия отступала сначала по направлению к Старовеличковской, затем на северо-восток, где, обойдя с юга Тихорецкую, у станицы Успенской 25 апреля вышла на границу Кубанской и Ставропольской советских республик, откуда двинулась на север, на Дон, в район станиц Мечётинской, Егорлыкской и слободы Гуляй-Борисовка, оказавшись там 13 мая.

## Кубанская советская республика в апреле-мае 1918 года

### Экономическая политика
На территории Кубанской советской республики в период её существования проводились революционно-демократические и социалистические преобразования. Осуществлялась национализация крупных промышленных предприятий, банков и другой крупной собственности. Был установлен контроль за производством и распределением продовольствия. Проводилось в жизнь решение о материальном обеспечении семей бойцов Красной Армии и инвалидов войны.
В качестве основных статей дохода для органов власти республики, в соответствии с декретом по финансовому вопросу, принятым на II Съезде Советов Кубани, рассматривались:
- доходы от эксплуатации путей сообщения, предприятий связи, госпредприятий, лесного хозяйства;
- прогрессивный подоходный и имущественный налог;
- зачисление в собственность государства частных вложений в банках на сумму более 10 тысяч рублей;
- судебные и гербовые сборы[40].

С учётом опыта регионов Центральной России национализация банков прошла на Кубани сравнительно быстро. Промышленность, однако, не давала достаточного дохода, так как многие национализированные предприятия работали в убыток или не работали вовсе. Республика переживала серьёзнейшую инфляцию, начавшуюся ещё в период Временного правительства и Кубанской рады.
24 марта ВРК Кубанской области разрешил хождение на территории региона всех денежных знаков, кроме бон Рады. Проблема недостаточности денежных знаков в Кубанской республике решалась с помощью эмиссии денег. 21 апреля на совместном заседании ЦИК республики и Екатеринодарского Совета рабочих, солдатских, крестьянских и горских депутатов было принято решение выпустить разменные боны достоинством в 10 рублей, обеспеченные обязательством на номинальную сумму в 25, 50 или 100 тысяч рублей. Боны имели хождение как в Кубанской советской республике (обязательное), так и в других республиках РСФСР (формально — по соглашению), наравне с другими дензнаками Советской России, и были гарантированы золотом, серебром, платиной, недвижимостью, полезными ископаемыми из недр Кубани, а также общегосударственными денежными знаками РСФСР. Всего таких бон было выпущено на 27 миллионов рублей.

### Вооружённые силы

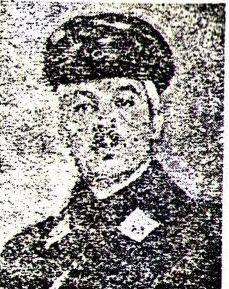
И. Я. Герштейн

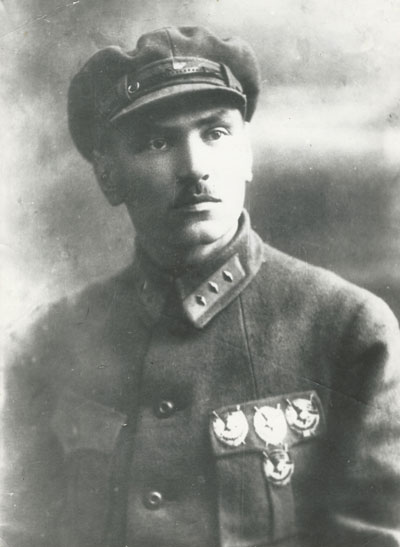
И. Ф. Федько

Юго-Восточная революционная армия, соединения которой сыграли ведущую роль в борьбе с контрреволюцией на Кубани, в апреле была преобразована в войска Кубанской советской республики, под руководством Кубано-Черноморского военно-революционного комитета. При этом данное войсковое соединение рассматривалось фактически уже как объединённая армия Кубанской и Черноморской республик. С 19 апреля главнокомандующим вооружёнными силами Кубанской республики являлся А. И. Автономов. Общая численность войск Кубанской СР составляла до 75 тысяч человек. Они были организованы в 4 боевых участка (фронта):
- Таманский. Включал полки и отряды на Таманском полуострове. Командующий — А. А. Романенко. Штаб располагался в Темрюке. Первоначально в состав участка входил Темрюкский отряд, затем также 1-й Екатеринодарский полк под командованием М. Н. Демуса, 4-й Днепровский полк под командованием И. И. Матвеева, Анастасиевский батальон, Крымский отряд, 1-й Северокубанский полк под командованием Д. Д. Рогачёва, 2-й Северокубанский полк под командованием И. Я. Сафонова[42][43][К 5].
- Азовский. Включал войска на побережье Азовского моря от Таманского полуострова до села Шабельское, прежде всего — на территории бывшего Ейского отдела Кубанской области. Командующий — С. Клово. В состав участка входили вновь созданная Азовская военная флотилия под командованием И. Я. Герштейна и 1-я дивизия Ейского отдела. К числу сухопутных соединений, дислоцированных в отделе, относились недавно сформированные 1-й и 2-й Ейские пехотные полки, кавалерийские полки, а также Таганрогский полк, 3-й Латышский полк, Ахтарский полк, некоторое время — 1-й Северокубанский полк[44][К 6], впоследствии оказавшийся на Таманском участке.
- Ростовский. Включал войсковые соединения на рубеже Шабельское—Кагальницкая, фронтом в направлении на Ростов-на-Дону. Командующий — И. Л. Сорокин. Войска участка были организованы в две колонны. Первая, на линии от станицы Кагальницкой до железнодорожного разъезда Койсугский (станция Койсуг), занимала, таким образом, правый фланг боевого участка и была составлена из частей Внеочередной дивизии — Выселковского, Петропавловского и Интернационального пехотных полков, 1-го революционного кавалерийского полка Г. И. Мироненко и кавалерийских отрядов М. Г. Ильина и И. А. Кочубея. Вторая колонна на левом фланге участка, от разъезда Койсуг до города Азов и побережья Азовского моря, находилась под командованием А. В. Мокроусова и П. Г. Родионова и включала Красный полк из ростовских и батайских рабочих, 1-й и 2-й Таганрогские пехотные полки, Азовский полк, а также два кавалерийских полка, артиллерийскую бригаду, пулемётный полк, Тираспольский инженерный батальон и некоторые мелкие подразделения[45][К 7].
- Кисляковско-Сосыкинский. Название — от станций Кисляковка (в одноимённом посёлке юго-западнее станицы Кисляковской) и Сосыка-Ростовская (в станице Павловской). Войска участка, таким образом, располагались вдоль железнодорожной линии Ростов—Тихорецкая и были обращены фронтом на восток, против Добровольческой армии, находившейся на юге Донской советской республики. В состав участка входили 3-я колонна под командованием И. Ф. Федько (2-й Северокавказский полк Д. П. Жлобы, отряды, располагавшиеся в районе села Средне-Егорлыкского) и конная группа Г. А. Кочергина[45].

Кроме того, имелись отдельные отряды и полки в тылу, предназначенные, прежде всего, для борьбы с местной контрреволюцией. Наряду с группой войск, сосредоточенных в районе Тихорецкой и подчинявшихся непосредственно главкому вооружённых сил республики, существовали отряды, дислоцированные в районе Екатеринодара, Кавказской, Армавира, Майкопа, Новороссийска.
Продолжалось формирование новых частей (кроме вышеупомянутых 1-го и 2-го Екатеринодарских полков был сформирован, например, Северокавказский полк Г. Г. Захарченко и другие соединения). Работа в этом направлении осуществлялась, в частности, военным комиссаром Кубанской советской республики Ф. Я. Воликом. В республике прошёл I Кубанский фронтовой съезд революционных армий, опубликовавший 25 апреля резолюцию о формировании новых отрядов Красной армии.
В военно-административном отношении основной единицей деления территории республики фактически продолжал оставаться отдел, как и в период существования Кубанской области.

### Конфликт руководства республики с А. И. Автономовым
29 апреля ЦИК Кубанской советской республики для координации усилий по сплачиванию отдельных отрядов в единую армию республики и усиления управляемости вооружённых сил в непростой военно-политической обстановке образовал Чрезвычайный штаб обороны, базировавшийся в Екатеринодаре. Штаб был организован по принципу Реввоенсовета. Ранее подобная структура во главе с Г. К. Орджоникидзе была создана в Донской советской республике. В Сочи действовал Чрезвычайный штаб обороны Черноморского побережья (в границах Черноморской советской республики) во главе с Н. П. Поярко.
Чрезвычайный штаб обороны насчитывал, по одним данным, 6 членов. В источниках называются 7 фамилий членов штаба. Это главком вооружённых сил республики А. И. Автономов, председатель ЦИК Кубанской республики Я. В. Полуян, комиссар труда в СНК Кубани Л. В. Ивницкий, Л. В. Балис, Гуменный, Иванов, Турецкий.
Главком Автономов, однако, вступил в конфликт с остальными членами штаба, полагая, что его создание подрывает единоначалие и его полномочия главнокомандующего. Решения штаба им систематически игнорировались, в результате чего созданный 19 мая объединённый ЦИК будущей Кубано-Черноморской советской республики отстранил Автономова от руководства войсками. Вооружённые силы Кубанской республики при этом передавались в подчинение сформированному незадолго до этого Северо-Кавказскому военному округу.
20 мая при поддержке своего помощника И. Л. Сорокина Автономов приказал командиру расквартированного в Екатеринодаре 154-го Дербентского полка Павлюченко арестовать членов Чрезвычайного штаба обороны. Одновременно с этим было оцеплено здание ЦИК Кубано-Черноморской республики, где в это время проходило заседание. Впоследствии, однако, Автономов по настоянию оставшихся на свободе членов ЦИК освободил арестованных членов ЦИК и штаба обороны.
21 мая для придания своим действиям легитимности со стороны армии Автономов без согласования с руководством республики созвал съезд представителей армии Кубани в станице Кущёвской, где получил поддержку большинства делегатов. 22 мая Временный чрезвычайный комиссар Юга России Г. К. Орджоникидзе, находившийся в Царицыне, направил главкому вооружёнными силами Кубанской республики телеграмму, в которой потребовал от него подчиниться штабу обороны и ЦИК. Телеграмма возымела своё действие, и конфликт был прекращён. Автономов оставался главнокомандующим ещё несколько дней, до начала III Чрезвычайного съезда Советов Кубанской и Черноморской республик, который 28 мая отстранил его от должности (на съезде Г. К. Орджоникидзе присутствовал лично).
Вот что писал по этому поводу в своих мемуарах А. И. Деникин:

В начале апреля ЦИК, боявшийся диктаторских стремлений Автономова, отрешил его от командования и должность главнокомандующего заменил «чрезвычайным штабом обороны», в который вошло семь штатских большевиков. Автономов выехал в Тихорецкую и выступил открыто против своего правительства. Началась своеобразная «полемика» путём воззваний и приказов. В них члены ЦИК именовались «немецкими шпионами и провокаторами», а Автономов и Сорокин — «бандитами и врагами народа», на головы которых призывались «проклятия и вечный позор». В распре приняла участие и армия, которая на фронтовом съезде в Кущёвке постановила «сосредоточить все войска Северного Кавказа под командой Автономова… категорически потребовать (от центра) устранения вмешательства гражданских властей и упразднить „чрезвычайный штаб“».

### Антисоветские движения на территории республики

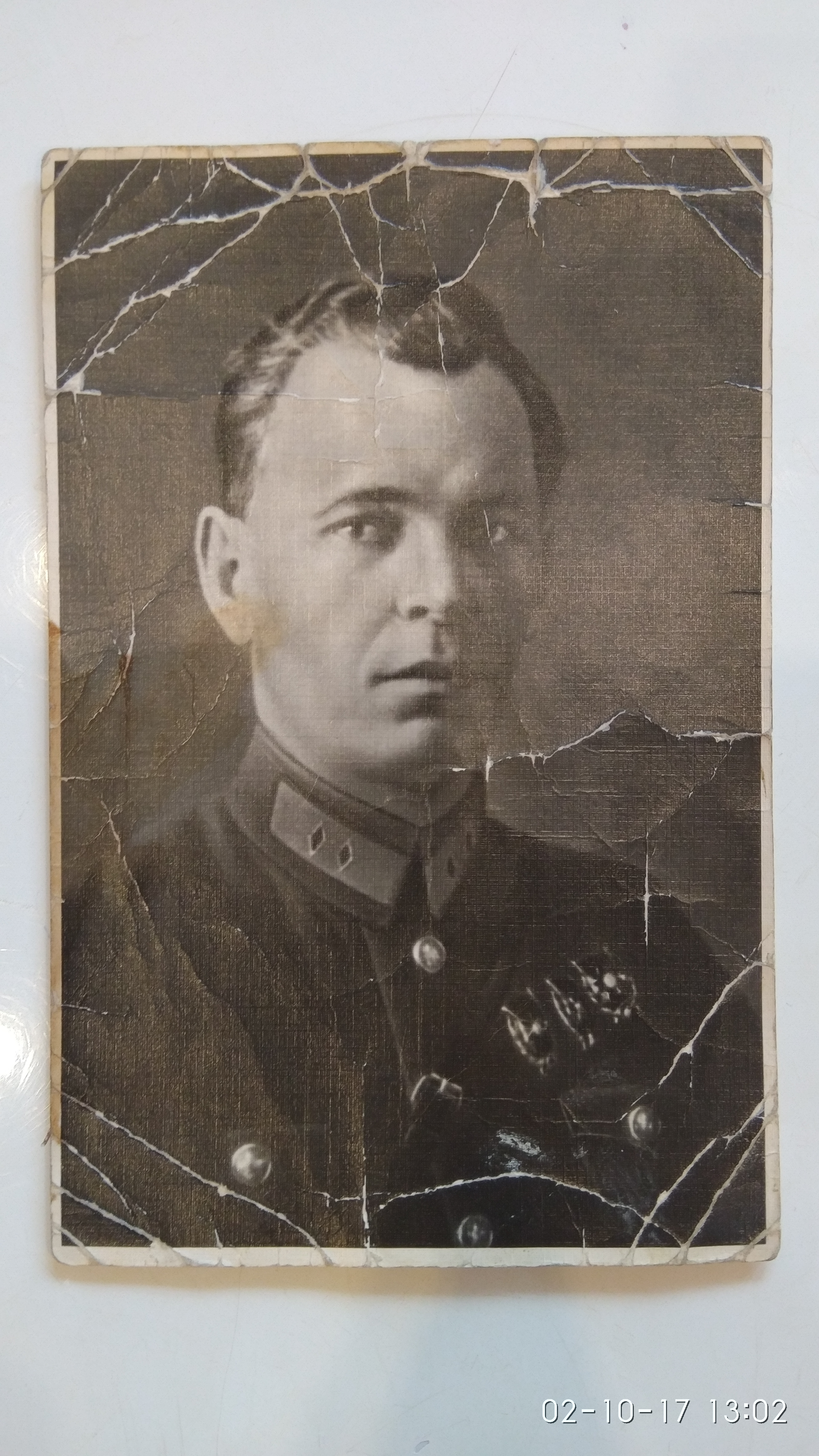
Я. Ф. Балахонов

Серьёзной проблемой функционирования советской государственности на Кубани, ставшей причиной роста недовольства среди казачества, стала неспособность молодых советских органов власти на местах решить земельный вопрос. Советы на местах не сумели быстро наделить землёй безземельное и малоземельное иногороднее крестьянство за счёт земель Кубанского казачьего войска, земель чиновников и офицеров, наиболее крупных казачьих землевладельцев, не затрагивая интересов зажиточного и середняцкого казачества. Это послужило причиной того, что к началу лета 1918 года бо́льшая часть казаков-середняков перешла на сторону контрреволюции.
В конце апреля — начале мая произошло казачье восстание в бывшем Ейском отделе Кубанской области, охватившее до 11 станиц. После неудачной попытки восставших штурмовать Ейск (в городе базировалась красная Азовская флотилия и значительная часть красноармейских полков, дислоцированных на территории отдела) казачьи повстанческие силы, понёсшие большие потери, были рассеяны, и восстание угасло.
В мае вспыхнуло так называемое Троицкое (название по Дню Святой Троицы) восстание в станицах Лабинского и Баталпашинского отделов — Надёжной, Подгорной, Попутной, Бесстрашной, Спокойной (вместе со Спокойной Синюхой) и затем Отрадной. До 20 чисел месяца бои шли с переменным успехом. Местные революционные части (в том числе отряд Я. Ф. Балахонова) в основном смогли избежать разгрома. Периодически они занимали охваченные восстанием станицы, однако затем были вынуждены отступать. Окончательно восставшие были вытеснены из населённых пунктов в предгорья в начале июня.
В последних числах мая началось Таманское восстание, охватившее несколько станиц на Таманском полуострове и уже в июне поддержанное прямой интервенцией Германии — из оккупированного немцами Крыма на Тамань высадился 58-й Берлинский пехотный полк. В конце мая в Баталпашинском отделе, в районе станицы Бекешевской, начал собирать свой повстанческий отряд А. Г. Шкуро. Достаточно крупные белогвардейские отряды действовали в окрестностях станиц Староминской и Уманской, оттесняя советские войска к железным дорогам. В этом районе действовали конные части В. Л. Покровского, отделившиеся от Добровольческой армии для организации антисоветского движения в тылу красных и пополнения кубанских войск казаками, недовольными советской властью.

## Объединение с Черноморской советской республикой

### Военно-политическая ситуация на юге России к концу мая
18 апреля войска кайзеровской Германии, получившей возможность в результате Брестского мира оккупировать Украину, в нарушение условий мира и при участии сил Украинской Народной Республики заняли Перекоп и вторглись в Крым, на территорию входившей в РСФСР Таврической советской социалистической республики (при этом находившиеся за пределами Крыма северные уезды бывшей Таврической губернии, в границах которой возникла ТССР, уже были к тому моменту оккупированы немецкими и украинскими отрядами). 30 апреля ССР Тавриды прекратила своё существование, Крым был полностью захвачен интервентами.
Советские войска с полуострова, сражавшиеся с захватчиками ещё на подступах к Крыму, в Северной Таврии, были эвакуированы морем в Ейск. В их числе — 1-й Черноморский революционный полк И. Ф. Федько, красногвардейский отряд Г. А. Кочергина и другие. Вывезенные из Крыма соединения пополнили вооружённые силы Кубанской советской республики, их командиры возглавили структурные подразделения советских войск на Кубани.
Одновременно с вывозом живой силы из Cевастополя в Новороссийск (Черноморская советская республика) в период с 29-30 апреля по 1-2 мая ввиду угрозы захвата немцами перешли корабли Черноморского флота. 11 мая главнокомандующий германскими войсками, оккупировавшими Украину, генерал-фельдмаршал Г. фон Эйхгорн потребовал от правительства РСФСР вернуть флот в Севастополь. 13 мая Наркомат по иностранным делам в своей ноте согласился с немецким ультиматумом, однако втайне Совнарком принял решение затопить Черноморский флот, не желая отдавать его врагу (что было оформлено резолюцией В. И. Ленина от 24 мая и подписанной им директивой от 28 мая). Впоследствии, в июне, в том числе ввиду ожидавшейся, по слухам, высадки десанта интервентов на Тамани (которая в реальности вскоре состоялась), часть кораблей действительно была затоплена в Новороссийске.
В условиях наступления войск Османской империи в Закавказье (развернувшегося после провала организованных Закавказским комиссариатом и Закавказским сеймом сепаратных переговоров с турками в Трапезунде) 14 мая Грузинский национальный совет обратился к Германии за помощью. Ранее, 27 апреля, в Константинополе между Германией и Турцией было заключено секретное соглашение, по которому Грузия, за исключением уже занятых турецкими войсками территорий, отходила в германскую сферу влияния. 25 мая из занятых уже немцами портов Крыма в Поти прибыл первый эшелон германских сил. 26 мая Грузия вышла из единой Закавказской демократической федеративной республики, провозглашённой месяцем ранее в ответ на турецкую агрессию, и образовала отдельную Грузинскую демократическую республику. 28 мая новое грузинское государство было признано Германией, в Поти было заключено несколько договоров, по которым Германская империя получила монопольное право на эксплуатацию экономических ресурсов Грузии, а порт Поти и железные дороги передавались под контроль немецких военных.
На территории бывшего Сухумского округа в марте 1918 года большевистскими организациями было поднято вооружённое восстание против власти Закавказского комиссариата. 8 апреля была установлена советская власть. 10 мая войска Закавказского комиссариата начали наступление на Сухуми, который был ими взят 17 мая.

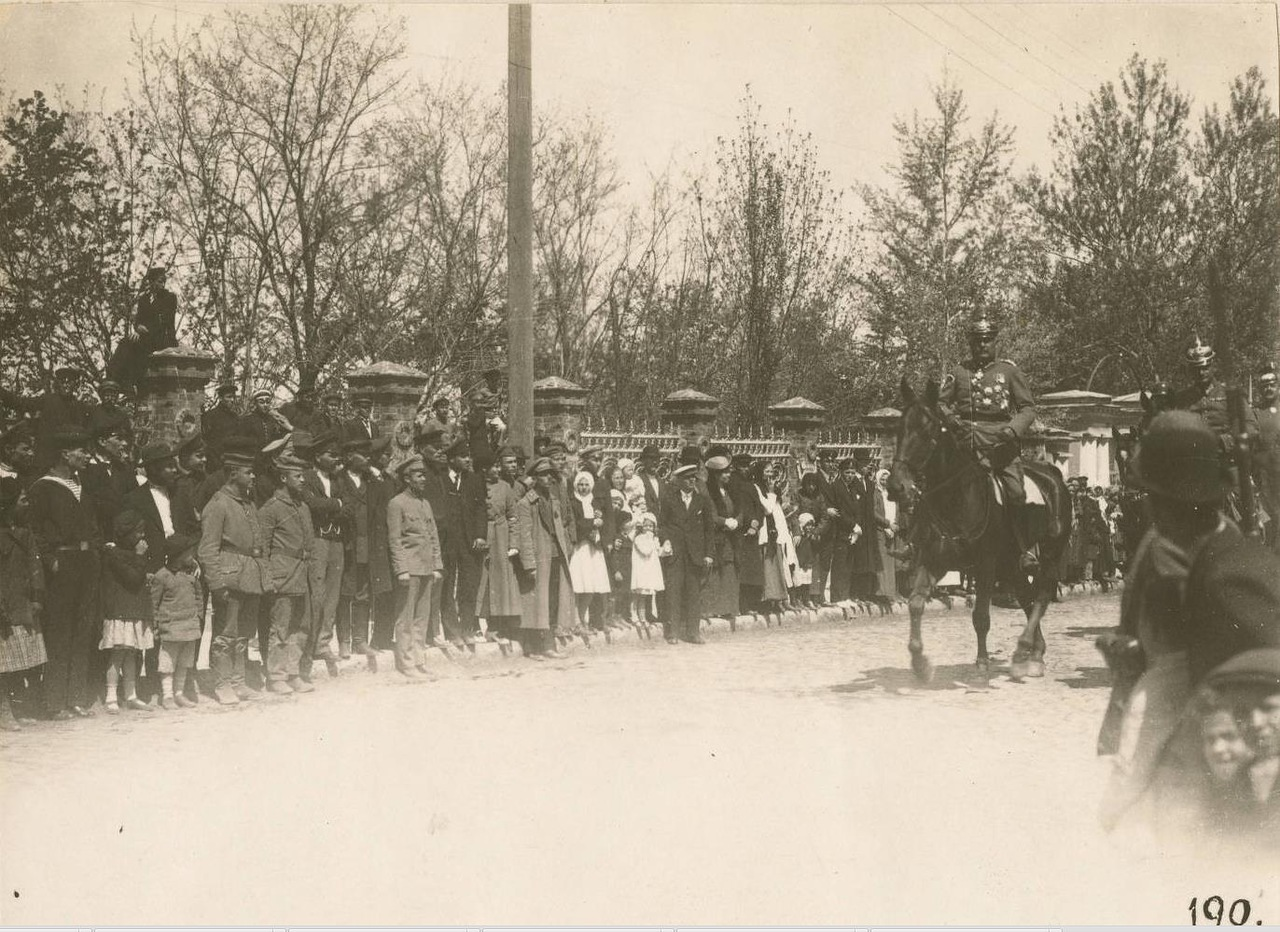
Герман фон Эйхгорн в Таганроге

В ходе наступления вдоль северного берега Азовского моря, опять же в нарушение Брестского мира, кайзеровские войска с территории украинских губерний вошли в пределы РСФСР в границах Донской советской республики: 1 мая (по другим данным — 2 мая) в результате боёв, длившихся с 29 апреля, немцами был взят Таганрог. Поездка в только что занятый противником Таганрог делегации Донской республики во главе с Г. К. Орджоникидзе с протестом против вторжения не имела успеха. 8 мая интервентами был захвачен Ростов-на-Дону. 9 мая Донская и Кубанская республики были объявлены на военном положении (что касается Донской советской республики, то данный приказ распространялся лишь на ту её часть, что ещё оставалась под контролем советских войск — к югу от Дона). 10 мая Чрезвычайный штаб обороны Кубани издал приказ о мобилизации родившихся в 1893—1896 годах.
Перейдя в районе Ростова на южный берег Дона, немцы атаковали Батайск, который обороняли отступившие с Украины советские силы и отряды Донской республики под командованием А. В. Мокроусова и П. Г. Родионова. 21 мая они обратились за помощью к екатеринодарскому Чрезвычайному штабу обороны и лично к помощнику командующего вооружёнными силами Кубанской республики И. Л. Сорокину. Штаб принял решение подкрепить этот участок фронта. Таким образом, оборонявшиеся под Батайском украинские и донские отряды составили основу Ростовского боевого участка войск Кубанской советской республики. Тем не менее, 30 мая Батайск был занят германцами.

### Образование Кубано-Черноморской советской республики
Угроза вторжения сил иностранных интервентов на Кубань и в Черноморье, а также наличие местной контрреволюции и развитие антисоветских движений на территории республик называются, как правило, основными причинами, способствовавшими завершению процесса объединения Кубанской и Черноморской республик в единое государственное образование, для сплочения сил в борьбе за советскую власть — при том, что объединительные тенденции проявились ранее конца мая: 19 мая на заседании исполкома Советов Кубани и Черноморья был образован объединённый ЦИК будущей Кубано-Черноморской советской республики.
С 28 по 30 мая в Екатеринодаре проходил III Чрезвычайный объединённый съезд Советов Кубанской и Черноморской советских республик. Среди делегатов были представлены в том числе и военные части из состава вооружённых сил Кубанской республики, находившиеся на фронтах против немцев и Добровольческой армии, всего на съезде было 200 таких делегатов. По партийной принадлежности участники съезда распределялись следующим образом:
- большевики — 562;
- левые эсеры — 242;
- беспартийные — 78[28].

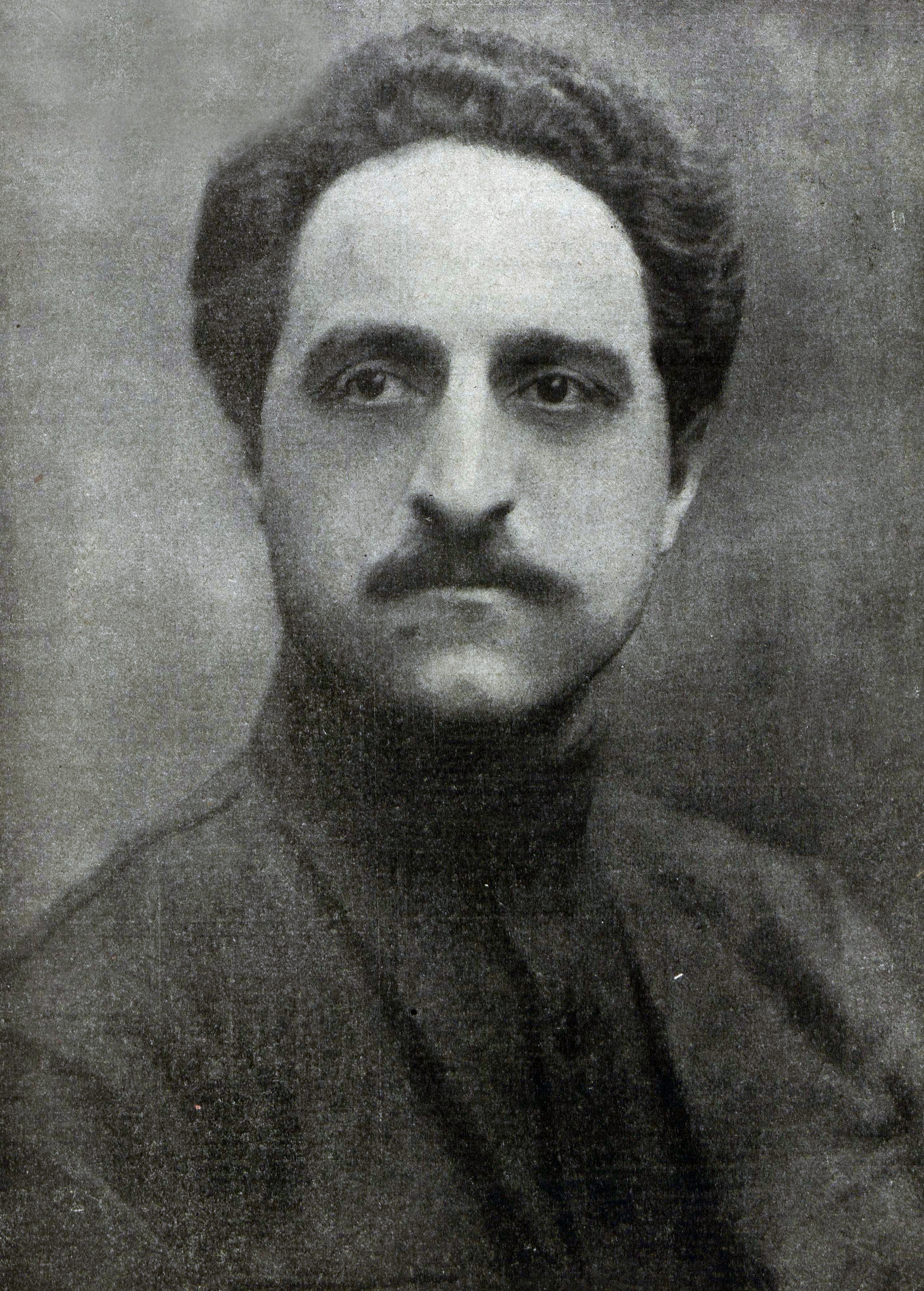
Г. К. Орджоникидзе

В качестве представителя Совета народных комиссаров РСФСР на съезд прибыл Г. К. Орджоникидзе. 27 мая СНК направил в адрес съезда приветственную телеграмму, в которой охарактеризовал его именно как «фронтовой» съезд. 30 либо 31 мая Совнарком выпустил обращение к трудовому казачеству Дона и Кубани с призывом встать на защиту страны Советов от иностранных интервентов и белогвардейцев.
28 мая, в первый день своей работы, Чрезвычайный съезд отстранил от должности главнокомандующего вооружёнными силами Кубанской советской республики А. И. Автономова. Командующим, согласно постановлению ЦИК Кубано-Черноморской республики, стал К. И. Калнин, бывший командир 3-го Латышского стрелкового полка, первым же своим приказом потребовавший от подчинённых прекратить «партизанщину», свести все войска в батальоны и полки, сосредоточив их на сборных пунктах. 31 мая, на следующий день после закрытия работы съезда, делегаты-фронтовики обратились в ЦИК Кубано-Черноморской республики с просьбой отстранить от должности и И. Л. Сорокина, назначив следствие по его деятельности, однако это сделано не было.
Кроме того, на съезде были приняты следующие решения:
- одобрен призыв к Советам усилить работу по мобилизации боеспособного трудового населения в ряды Красной армии;
- избрана делегация в составе 20 человек на V Всероссийский съезд Советов;
- принято решение оказать продовольственную помощь промышленным центрам РСФСР[28][65];
- несмотря на призывы левых эсеров к наступательным действиям против немецких интервентов под Ростовом, с целью начать впоследствии освобождение Украины от иностранной оккупации, вновь был одобрен факт заключения Брестского мира[65].

Наконец, 30 мая, вопреки возражениям левых эсеров, съездом было утверждено решение совместного заседания ЦИК Советов Кубанской и Черноморской республик от 19 мая о создании единой Кубано-Черноморской советской республики. Кубанская советская республика, таким образом, прекратила своё существование.